# 제임스 톰킨스
제임스 톰킨스(James Oliver Charles Tomkins, 1989년 3월 29일 ~ )는 잉글랜드의 은퇴한 축구 선수이다.